# Karni
Karni to góra w Etiopii, wysoka na 4070 m n.p.m.